# Atalanta Bergamasca Calcio 1923-1924
Questa pagina raccoglie i dati riguardanti l'Atalanta Bergamasca Calcio nelle competizioni ufficiali della stagione 1923-1924.

## Stagione
Il campionato dei bergamaschi parte con notevoli aspettative dopo l'ottima annata precedente.
Invece la squadra, affidata a una commissione tecnica guidata da Cesare Lovati, non riesce a decollare, concludendo il torneo in terza posizione ma lontano dalla zona-promozione. Si verificano inoltre le prime intemperanze dei tifosi atalantini che aggrediscono l'arbitro che aveva diretto la partita contro il Saronno, provocandogli fratture e ferite.
La Coppa Italia non viene disputata.

## Organigramma societario
Area direttiva
- Presidente: Enrico Luchsinger
- Presidente Onorario:?
- Vice Presidenti:?
- Segretario: Rino Lupini
- Cassiere: ?
- Consiglieri: ?

Area tecnica
- Commissione tecnica: Cesare Lovati, ?

Area sanitaria
- Medico sociale: ?
- Massaggiatore: ?

## Rosa
| N. |                   | Ruolo | Calciatore         |
| -- | ----------------- | ----- | ------------------ |
|    | Italia (bandiera) | P     | Angelo Farina      |
|    | Italia (bandiera) | P     | Giovanni Fumagalli |
|    | Italia (bandiera) | P     | Orfeo Radaelli     |
|    | Italia (bandiera) | D     | Pietro Bianchi     |
|    | Italia (bandiera) | D     | Ettore Boninsegna  |
|    | Italia (bandiera) | D     | Riccardo Cornolti  |
|    | Italia (bandiera) | D     | Elio Bedoni        |
|    | Italia (bandiera) | C     | Giuseppe Facoetti  |
|    | Italia (bandiera) | C     | Tito Legrenzi      |
|    | Italia (bandiera) | C     | Francesco Malagni  |

| N. |                   | Ruolo | Calciatore            |
| -- | ----------------- | ----- | --------------------- |
|    | Italia (bandiera) | C     | Emilio Scarpellini    |
|    | Italia (bandiera) | C     | Giovanni Varasi       |
|    | Italia (bandiera) | C     | A. Ravasio            |
|    | Italia (bandiera) | A     | Giacomo Cornolti      |
|    | Italia (bandiera) | A     | Luca Pierino Cornolti |
|    | Italia (bandiera) | A     | Camillo Fenili        |
|    | Italia (bandiera) | A     | Aldo Lanfranconi      |
|    | Italia (bandiera) | A     | Marino Leidi          |
|    | Italia (bandiera) | A     | Edoardo Moretti       |
|    | Italia (bandiera) | A     | Pietro Pasinetti      |

## Calciomercato
| Acquisti | Acquisti              | Acquisti        |
| R.       | Nome                  | da              |
| -------- | --------------------- | --------------- |
| P        | Orfeo Radaelli        | A.L.P.E.        |
| A        | Luca Pierino Cornolti | U.S. Bergamasca |

| Cessioni | Cessioni          | Cessioni                               |
| R.       | Nome              | a                                      |
| -------- | ----------------- | -------------------------------------- |
| C        | Lorenzo Campana   | Trevigliese                            |
| A        | Felice Martinelli | Alzano                                 |
| A        | Luigi Pianetti    | Smette di giocare per motivi di lavoro |

## Risultati

### Seconda Divisione

#### Girone d'andata
| Arbitro: | Ferro (Milano) |

|                      |           |                                    |
| Moretti p.t.’ (rig.) | Marcatori | p.t.’ Audisio s.t.’Audisio s.t.’ ? |

| Arbitro: | G.Crivelli (Milano) |

|  |           |                    |
|  | Marcatori | 43’ R.Cornolti III |

| Arbitro: | Biagini (Alessandria) |

|  |           |                               |
|  | Marcatori | 40’ Fenili 73’ G.Cornolti III |

| Arbitro: | Gallotti (Milano) |

|  |           |             |
|  | Marcatori | 56’ Clerici |

| Arbitro: | Mancini (La Spezia) |

|  |           |                    |
|  | Marcatori | 12’ Comi 79’ Cerri |

| Arbitro: | Gaudenzi (Milano) |

|  |           |                          |
|  | Marcatori | 50’ Pasinetti 65’ Fenili |

| Arbitro: | Vedda (Vercelli) |

|             |           |              |
| Moretti 57’ | Marcatori | 60’ Cetti II |

#### Girone di ritorno
| Arbitro: | Guarnieri (Milano) |

|               |           |           |
| Corsiglia 28’ | Marcatori | 20’ Leidi |

| Arbitro: | Mosca (Milano) |

|                                                    |           |  |
| L.Cornolti I 66’ 69’ Pasinetti 80’ Cornolti II 85’ | Marcatori |  |

| Arbitro: | Ferro (Milano) |

|               |           |            |
| Pasinetti 31’ | Marcatori | 43’ Clivio |

| Arbitro: | Mainardi (Cremona) |

|                          |           |  |
| Lanfranconi 5’ Leidi 25’ | Marcatori |  |

| Arbitro: | G.Crivelli (Milano) |

|              |           |  |
| Preziati 63’ | Marcatori |  |

| Arbitro: | Ferro (Milano) |

|  |           |                  |
|  | Marcatori | 80’ (aut.) Monti |

| Arbitro: | Asei Conte (Vercelli) |

|              |           |                  |
| Tognasso 76’ | Marcatori | 25’ L.Cornolti I |

## Statistiche

### Statistiche di squadra
| Competizione          | Punti | In casa | In casa | In casa | In casa | In casa | In casa | In trasferta | In trasferta | In trasferta | In trasferta | In trasferta | In trasferta | Totale | Totale | Totale | Totale | Totale | Totale | DR |
| Competizione          | Punti | G       | V       | N       | P       | Gf      | Gs      | G            | V            | N            | P            | Gf           | Gs           | G      | V      | N      | P      | Gf     | Gs     | DR |
| --------------------- | ----- | ------- | ------- | ------- | ------- | ------- | ------- | ------------ | ------------ | ------------ | ------------ | ------------ | ------------ | ------ | ------ | ------ | ------ | ------ | ------ | -- |
| 2ª Divisione girone B | 16    | 9       | 2       | 6       | 1       | 9       | 8       | 9            | 1            | 4            | 4            | 5            | 14           | 18     | 3      | 10     | 5      | 14     | 22     | -8 |

### Statistiche dei giocatori
| Giocatore      | 2ª Divisione | 2ª Divisione |
| Giocatore      | Presenze     | Reti         |
| -------------- | ------------ | ------------ |
| E. Bedoni      | ?            | 0            |
| P. Bianchi     | ?            | 0            |
| E. Boninsegna  | ?            | 0            |
| G. Cornolti    | ?            | 3            |
| L. Cornolti    | ?            | 2            |
| R. Cornolti    | ?            | 1            |
| G. Facoetti    | ?            | 0            |
| A. Farina      | ?            | 0            |
| C. Fenili      | ?            | 1            |
| G. Fumagalli   | ?            | 0            |
| A. Lanfranconi | ?            | 1            |
| T. Legrenzi    | ?            | 0            |
| M. Leidi       | ?            | 1            |
| F. Malagni     | ?            | 0            |
| E. Moretti     | ?            | 2            |
| P. Pasinetti   | ?            | 4            |
| A. Ravasio     | ?            | 0            |
| E. Scarpellini | ?            | 0            |
| G. Varasi      | ?            | 0            |